# Jérémy López
Jérémy Gonzaléz López (* 9. Juli 1989 in Gibraltar) ist ein gibraltarischer Fußballspieler.

## Karriere

### Im Verein
López startete seine Karriere mit Pegasus FC. Er durchlief sämtliche Mannschaften bei Pegasus, bevor er 2006 zum Erstligisten Manchester United FC wechselte. Dort spielte er zehn Jahre lang, ehe er sich im Sommer 2016 den Lions Gibraltar FC anschloss. Ein Jahr später wechselte er zum Lynx FC. In der Saison 2017/18 sicherte er sich mit seiner Mannschaft erst in der Relegation den Klassenverbleib. Anschließend heuerte er beim Gibraltar Phoenix FC an. Seit Sommer 2019 spielt er für den Europa Point FC.

### Nationalmannschaft
Jérémy López spielte sein erstes offizielles FIFA-A-Länderspiel für die gibraltarische Fußballnationalmannschaft am 19. November 2013 im portugiesischen Faro gegen die Slowakei. Die Partie endete 0:0. Er spielte seit 2007 in inoffiziellen Länderspielen für Gibraltar.